# Герон-Бей (Джорджія)
Герон-Бей (англ. Heron Bay) — переписна місцевість (CDP) в США, в округах Генрі і Сполдінг штату Джорджія. Населення — 4679 осіб (2020).

## Географія
Герон-Бей розташований за координатами 33°20′20″ пн. ш. 84°11′32″ зх. д. / 33.33889° пн. ш. 84.19222° зх. д. (33.339025, -84.192159).  За даними Бюро перепису населення США в 2010 році переписна місцевість мала площу 12,68 км², з яких 12,65 км² — суходіл та 0,02 км² — водойми.

## Демографія
Згідно з переписом 2010 року, у переписній місцевості мешкали 3384 особи в 1077 домогосподарствах у складі 918 родин. Густота населення становила 267 осіб/км².  Було 1166 помешкань (92/км²).
Расовий склад населення:
| - 48,5 % — чорних або афроамериканців - 44,1 % — білих - 2,6 % — азіатів - 0,2 % — корінних американців - 0,1 % — вихідців з тихоокеанських островів - 1,5 % — осіб інших рас |

До двох чи більше рас належало 2,9 %. Частка іспаномовних становила 6,9 % від усіх жителів.
За віковим діапазоном населення розподілялося таким чином: 33,0 % — особи молодші 18 років, 60,3 % — особи у віці 18—64 років, 6,7 % — особи у віці 65 років та старші. Медіана віку мешканця становила 33,8 року. На 100 осіб жіночої статі у переписній місцевості припадало 91,9 чоловіків;  на 100 жінок у віці від 18 років та старших — 87,9 чоловіків також старших 18 років.
Середній дохід на одне домашнє господарство  становив 87 482 долари США (медіана — 74 135), а середній дохід на одну сім'ю — 90 192 долари (медіана — 91 389). За межею бідності перебувало 1,3 % осіб, у тому числі 0,0 % дітей у віці до 18 років та 0,0 % осіб у віці 65 років та старших.
Цивільне працевлаштоване населення становило 1443 особи. Основні галузі зайнятості: освіта, охорона здоров'я та соціальна допомога — 19,3 %, науковці, спеціалісти, менеджери — 17,1 %, транспорт — 15,7 %.